# William Fitts Ryan

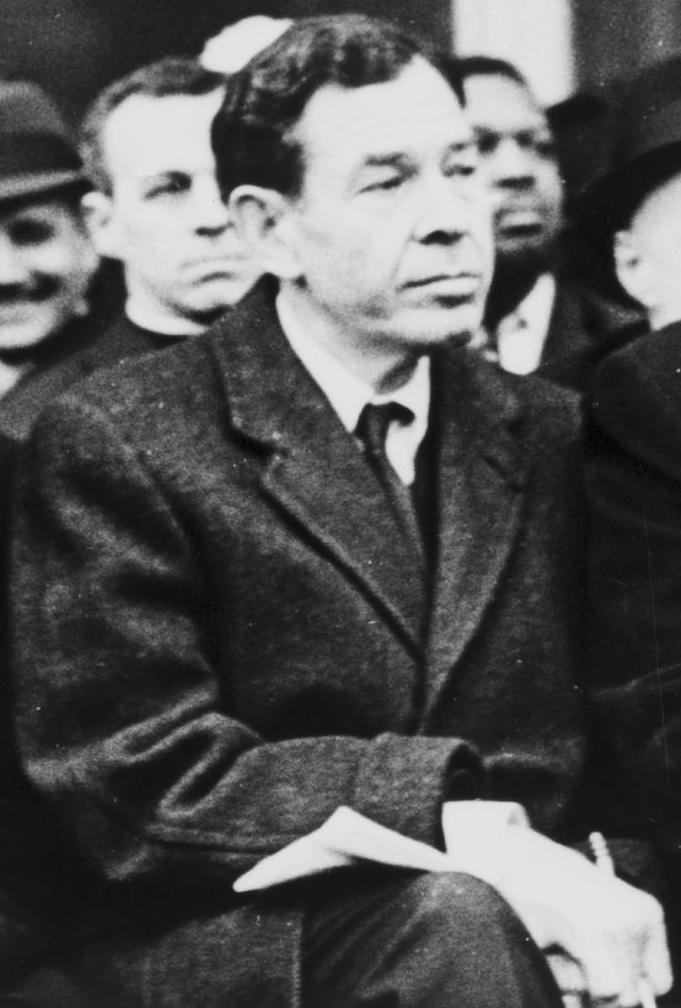
William Fitts Ryan

William Fitts Ryan (* 28. Juni 1922 in Albion, New York; † 17. September 1972 in New York City) war ein US-amerikanischer Offizier, Jurist und Politiker. Zwischen 1961 und 1972 vertrat er den Bundesstaat New York im US-Repräsentantenhaus.

## Werdegang
William Fitts Ryan wurde ungefähr vier Jahre nach dem Ende des Ersten Weltkrieges im Orleans County geboren. Er besuchte die Schulen von Albion. 1947 graduierte er an der Princeton University und 1949 an der Columbia Law School. Nach dem Erhalt seiner Zulassung als Anwalt 1949 begann er in New York City zu praktizieren. Zwischen 1950 und 1957 sowie zwischen 1957 und 1961 war er als stellvertretender Bezirksstaatsanwalt in Manhattan tätig.
Nach dem Ausbruch des Zweiten Weltkrieges verpflichtete er sich in der US Army. Er bekleidete den Dienstgrad eines First Lieutenant und diente zwischen 1943 und 1946 als Artillerieoffizier in der 32. Infanteriedivision im Südpazifik.
Politisch gehörte er der Demokratischen Partei an. 1968 nahm er als Delegierter an der Democratic National Convention in Chicago (Illinois) teil. Bei den Kongresswahlen des Jahres 1960 für den 87. Kongress wurde er im 20. Wahlbezirk von New York in das US-Repräsentantenhaus in Washington, D.C. gewählt, wo er am 4. Januar 1961 die Nachfolge von Ludwig Teller antrat. Er wurde fünf Mal in Folge wiedergewählt. Am 17. September 1972 verstarb er in New York City. Sein Leichnam wurde auf dem St. Thomas Church Cemetery in Croom (Maryland) beigesetzt.